# Women of the Wall

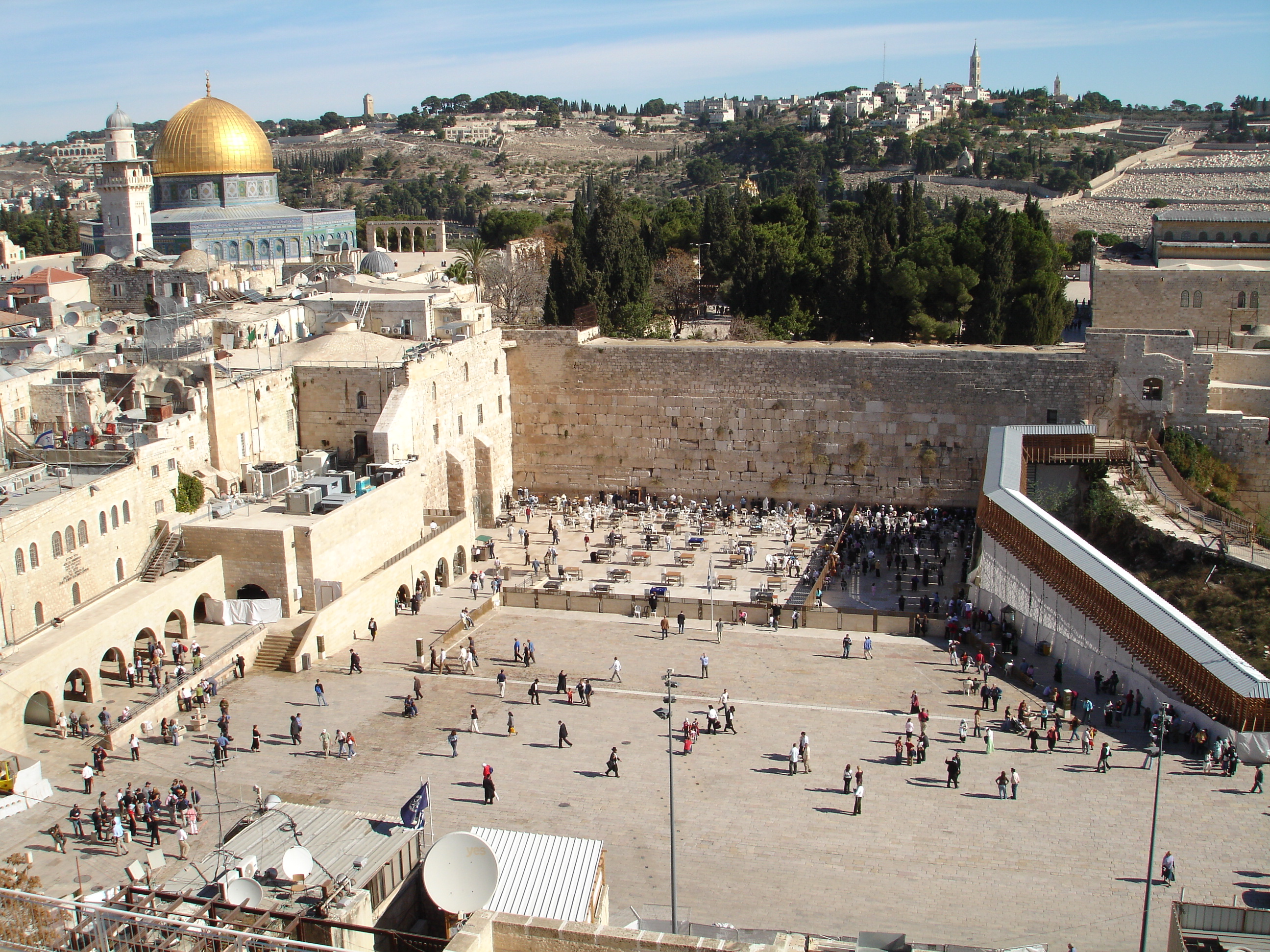
Klagemauer: Die linke Seite ist für männliche Personen vorgeschrieben, die rechte Seite ist für weibliche Personen vorgeschrieben

Frauen der Mauer (hebräisch נשות הכותל N'schot ha-Kotel) ist eine israelische Frauenrechtsorganisation, die sich vor allem dafür einsetzt, dass das Recht jüdischer Frauen anerkannt wird, am gesamten Bereich der Klagemauer zu beten, den Tallit zu tragen und gemeinsam aus der Tora zu lesen.

## Hintergrund
Frauen steht an der Klagemauer ein Gebetsbereich zur Verfügung, der durch die mechitza von der Männersektion abgetrennt ist und etwa ein Viertel so groß ist. Gemäß orthodoxer Tradition ist es Frauen dort nicht gestattet, den Tallit und die Tefilin zu tragen oder aus der Tora zu lesen. Das Reformjudentum dagegen gestattet auch Frauen das Tragen der rituellen Gebetskleidung.

## Geschichte
1988 fand in Jerusalem der erste Kongress jüdischer Feministinnen statt, aus dessen Umfeld am 1. Dezember 1988 etwa 100 Frauen ein öffentliches gemeinsames Gebet mit Torarolle (sefer tora) und Tallitot in der abgetrennten Frauensektion an der Klagemauer abhielten. Trotz Protesten von anderen Männern und Frauen wurde das Gebet zu Ende geführt. Der damalige Verwalter der Klagemauer, Rabbiner Yehuda Gertz, stellte fest, das Gebet verletze nicht die Regeln der Halacha. Die Gebetszeremonien werden seitdem monatlich zu Rosch Chodesch abgehalten.
In der Nachfolge kam es immer wieder zu teils gewaltsamen Störungen der abgehaltenen Gebete durch orthodoxe Juden. Das Oberste Gericht Israels verfügte nach einer Petition von vier Frauen zunächst ein Verbot des Gebets mit Tallit und Tora. Im Dezember 1989 verbot das Gericht „jegliche religiöse Zeremonie an einer heiligen Stätte, die nicht mit den Gebräuchen der Stätte übereinstimme und die Gefühle der Gläubigen verletze“. Es folgte ein jahrelanger Rechtsstreit, 1994 wurde auf Forderung des Obersten Gerichts durch die israelische Regierung die Mancal Kommission ernannt, um die Forderungen zu bewerten. 1997 schlug die Kommission vor, das Gebet am Robinson-Bogen, der an die Klagemauer angrenzt, zu gestatten. Die wird von WOW abgelehnt. Eine weitere Kommission (Ne'eman Kommission) wurde eingesetzt. Am 4. Juni 2001 wurde durch das Oberste Gericht entschieden, dass Frauen grundsätzlich das Recht haben, an der Klagemauer zu beten, dieses Recht jedoch nicht unbegrenzt gelte und ein solches Gebet der WOW am Robinson-Bogen, nicht aber an der Mauer selbst gestattet sei.
In den folgenden Jahren kam es immer wieder zu Verhaftungen von WOW-Aktivistinnen wegen Verstößen gegen diese Entscheidung. Im Jahr 2010 forderten 400 internationale Rabbiner in einem offenen Brief die Polizei von Jerusalem auf, rituell betende Frauen an der Klagemauer zu schützen. In Israel entstand eine gesellschaftliche Debatte über religiöse Frauenrechte in Israel und das Verhältnis zwischen orthodoxem Judentum und modernen jüdischen Werten.
Nachdem ein Gebet im Frauenabschnitt der Klagemauer gestattet wurde, mussten Frauen bei der Ausübung des Gebets durch Sicherheitskräfte vor orthodoxen Übergriffen geschützt werden.
2016 beschloss die Regierung, einen Gebetsplatz für die Anhänger des Reformjudentums einzurichten.